# Tonči Huljić
Tonči Huljić (* 29. Oktober 1961 in Split, Jugoslawien) ist ein kroatischer Musiker, Songwriter und Musikproduzent.

## Karriere
Huljić machte sich in den späten 1970er Jahren als Gründer und Schlüsselmitglied der Popband Dalmatinski Magazin, welche später in Magazin umbenannt wurde, einen Namen. Die Band wurde schnell eine der beliebtesten kroatischen Pop-Bands, deren Musikstil von der dalmatinischen Volksmusik beeinflusst wurde.
In den 1990er Jahren, nach dem Zerfall Jugoslawiens, gehörte Huljić zu den ersten kroatischen Musikern, die Elemente der Volksmusik aus anderen ehemaligen jugoslawischen Republiken in ihr Repertoire einführten. Obwohl dies vielen Kritikern nicht gefiel und Huljić vorgeworfen wurde, Turbo-Folk in die kroatische Musikszene zu integrieren, wurde Magazin zu dieser Zeit wohl die beliebteste Musikgruppe in Kroatien. Magazins Popularität und somit auch die von Huljić selbst setzten sich in den Republiken des ehemaligen Jugoslawiens fort, ebenso wie vor dem Krieg.
Zu dieser Zeit zeigte Huljić große Managementfähigkeiten und gründete das Tonika -Plattenlabel, das zu den einflussreichsten in Kroatien zählt. Huljić hat auch populäre Stücke für den kroatischen Pianisten Maksim Mrvica wie Kolibre und Nostradamus, sowie Mrvicas größten Erfolg Croatian Rhapsody geschrieben.
2006 veröffentlichte Huljić sein erstes Soloalbum mit dem Namen Waterland.
Während der zweiten Staffel von X Factor Adria war er als Jury-Mitglied vertreten.